# 育成シミュレーションゲーム
育成シミュレーションゲーム（いくせいシミュレーションゲーム）とは、成長するモノの能力などを上げること及びその成長過程に主眼を置いたシミュレーションゲーム。育成対象には競走馬や子供（主に娘）、あるいはプレイヤーキャラクター自身などが挙げられる。野球やサッカーなどのチームを強くするタイプのゲームも、「上達」を「育成」ととらえて育成シミュレーションゲームの中に入れることがある。俗称・育てゲー。

## 解説
多くの一般的なゲームではキャラクターの能力は数値として表現されていて、数値を上げることがゲームを有利に進め勝利するための重要な手段になっている。その数値を上げることを主目的としたのが育成シミュレーションゲームである。例えばRPGでは、物語の進行に合わせて数々の敵と遭遇し、戦いを経ることでキャラクターの能力（数値）が上がっていき、最終的な敵を倒せるようになる。育成シミュレーションゲームでは、制作者から用意された物語を単純になぞるだけに留まらず、プレイヤーが繰り返す選択やそれによる数値の上下によって様々な出来事が起こる。
キャラクターを育成すること自体が目的のゲームと、キャラクターの育成によって大会制覇など何らかの結果を目的とするゲームに大別できる。いずれもキャラクターの寿命などの期限が過ぎるとそれ以上数値を上げられなくなり、ゲームは一つの区切りを迎える。ゲームオーバーとなって成果に応じたエンディングが表示されたり、次の育成対象（交配などによって前のキャラクターの能力を引き継げる場合もある）に取りかかって引き続き目標達成を目指すことになる。限られた期間内で高い数値を達成するために、様々な選択肢を選ぶタイミングを見極めることがゲームの決め手となる。

## 主な育成シミュレーションゲーム

### 人物育成ゲーム
- プリンセスメーカーシリーズ
- 卒業シリーズ
- Tomak〜Save the Earth〜Love Story - 恋愛シミュレーションゲームの要素も強い。
- 実況パワフルプロ野球シリーズ - 「サクセスモード」はプレイヤーキャラの野球選手を育てる。
- 俺の屍を越えてゆけ
- THE IDOLM@STERシリーズ

#### 育成対象が擬人化されているゲーム
- 艦隊これくしょん -艦これ-
- 刀剣乱舞
- 戦艦少女R
- ウマ娘 プリティーダービー - 擬人化対象は競走馬。

### 競走馬育成ゲーム
- ダービースタリオンシリーズ
- ウイニングポストシリーズ

### スポーツチーム育成ゲーム
- プロサッカークラブをつくろう!シリーズ
- プロ野球チームをつくろう!シリーズ

### 架空の生物の育成ゲーム
- たまごっちシリーズ
- デジタルモンスターシリーズ
- シーマン
- モンスターファームシリーズ